# 桂銀淑
桂 銀淑（ケイ・ウンスク、계은숙、1961年7月28日 - ）は、韓国忠清南道瑞山市出身の女性トロット歌手、演歌歌手である。ハスキーボイスでヒット曲を飛ばし、多くの音楽賞を受賞。韓国・天戸商業高校卒業。

## 来歴

### 韓国でデビュー
1977年、高校生のときに韓国でモデルとしてデビュー。「ラッキーシャンプー」（現・LG生活健康）のCMキャラクターに抜擢されるなどして、2年間モデルとして活動。1979年に韓国の徐羅伐（ソラボル）レコード（서라벌레코드）より「歌って踊って（노래하며 춤추며）」で歌手デビュー。アイドル歌手として人気を得て、翌年発売した「待っている女心（기다리는 여심）」でMBC10大歌手歌謡祭新人賞を受賞。ほかにも「私には貴男だけ（나에겐 당신밖에）」「やさしい目つきで（다정한 눈빛으로）」などがヒットした。

### 日本でヒット曲を連発
作曲家の浜圭介に見出され1984年に来日。浜のもとでレッスンに励んだのち、1985年に「大阪暮色」で日本デビュー。以来「すずめの涙」「夢おんな」「酔いどれて」「真夜中のシャワー」「悲しみの訪問者」「花のように鳥のように」「ベサメムーチョ」とヒット曲を連発し、数々の音楽賞を受賞。1988年、「夢おんな」で第21回日本有線大賞グランプリを獲得。同年、『NHK紅白歌合戦』（NHK総合・ラジオ第1、#NHK紅白歌合戦出場歴参照）に初出場し、以降1994年まで7年連続出場。
また、日本レコード大賞（TBSテレビ・ラジオ）の常連にもなり、1990年にはアルバム『真夜中のシャワー』で第32回日本レコード大賞アルバム大賞を受賞。デビュー前、当時の所属事務所（第一プロダクション）の社長に「演歌でいくなら、シングルよりもアルバムが売れる息の長いアーティストにして下さいと、お願いしました」と後に本人が語っているように、演歌歌手としては珍しくアルバムが好セールスとなり、「演歌は（シングルが売れても）アルバムが売れない」というジンクスを打ち破った。
1992年には堀内孝雄とのデュエット曲「都会の天使たち」がヒット、紅白歌合戦では白組の堀内と紅組の桂が1つの曲をデュエットする、というかたちでの歌唱となった。またこの年、実業家の金榮秀（キム・ヨンス）と結婚（1998年に離婚）。
1993年3月27日及び28日、韓国ソウル市内のホテル・ハイアットリージェンシーソウルにて社団法人・韓国演芸協会主催による「桂銀淑慈善ディナーショー」を行う。日本デビュー9年目にして初めて母国で日本語歌唱での公演となった。また、翌年（1994年）にはソウルのロッテホテルにてデビュー10周年記念ディナーショーを開催。日本人観光客を対象としていたことから、韓国政府から条件付きでの許可を得た上で日本語歌謡曲を歌唱するなど、日本語の歌が禁じられていた時代背景のなかで、日韓の文化交流に取り組んだ。

### 独立・レコード会社移籍
1996年、桂自身が納得のいくコンサート活動をするためとアジア進出を目論み、デビュー以来所属していた第一プロダクションを退社し独立（後にタイガーエンタープライズに移籍）。レコード会社も東芝EMIからトーラスレコードに移籍し、同年9月にシングル「愛ひとつ 夢ひとつ」を発売すると同時に、同レコード会社所属だったテレサ・テン（鄧麗君）に倣い、アーティスト名表記を“ケイ・ウンスク（桂銀淑）”に改め、バラード・シンガーとして再出発。 10月にアルバム『愛ひとつ 夢ひとつ』を発売。バラード・アルバムとして国吉良一プロデュースで制作され、小椋佳・来生たかお・伊勢正三・松本隆らニューミュージック系のアーティストが楽曲を提供。翌11月には同タイトルを掲げてコンサートツアーを敢行。
1993年の「アモーレ 〜はげしく愛して〜」を最後に浜圭介作品を歌っていなかったが、1998年の「人魚伝説」よりゴールデン・コンビが復活。浜は「私にしてみれば、もう二度と彼女の作品との交流は縁遠いことと、自分自身そう決めつけていたことなので、内心驚いている次第です」と、その喜びを桂銀淑ファンクラブ会報に掲載した。同年発売された「プリーズ…」がドラマ『家族曲線』の主題歌に起用され好セールスを記録。オリコンのランキングが好位置をキープしたほか、有線でも人気を集めた（有線リクエストベスト演歌2位、総合9位）。

### 借金トラブルによる裁判
2001年より突如、テレビ・ラジオから姿を消し、コンサート活動に専念する。新曲「あなたのそばに」もメディアでのプロモーションは行われなかった。コンサートで桂は「テレビに疲れた。今迄たくさん戦ってきた。これからはこうしてライブで直接皆さんと触れ合っていきたい」と発言。しかし、新曲CDのリリースは途絶え、翌年からのコンサート本数も激減した。
その背景には所属プロダクション（タイガーエンタープライズ）との借金トラブルにより契約を解除され、2億5,500万円の返済を求める裁判を起こされていた事情があった。週刊誌にはギャンブル癖による借金と書かれていたが、桂は完全否定。借金の理由は第一プロダクション独立後のアジア進出の失敗と、採算度外視のコンサート制作で赤字が続いたことである。元夫の事業失敗による借金や、1億円のマンションのローンを含め、借金は4億円に達した。裁判中は表立った活動が制限されていたため、テレビでの露出はゼロであったにもかかわらず、コンサートやディナーショーには確実な動員があり、大ホールを満員にしていた。
元夫との離婚、借金による裁判、そして更年期障害やうつ病にも苦しんだが、2006年に和解が成立。債務に関しては、桂オフィスのすべての権利を譲ることと、桂自身に毎月50万円支払うという約束のもと、在日韓国人の事業家が一括して引き受けた。同年2月、東芝EMI時代のヒット曲を歌い直したアルバム『桂銀淑2006 NEW BEST』を発表。8月12日にNHK『思い出のメロディー』（NHK総合・ラジオ第1）に出演し堀内孝雄と「都会の天使たち」をデュエットし、久々のテレビ出演を果たす。
9月には全国ツアーがスタート。10月15日に体調不良により倒れ、軽い怪我を負ったことで、同月16日に収録が予定されていたNHKの歌番組『シブヤらいぶ館』（NHK BS2）及び24日の『NHK歌謡コンサート』（NHK総合）の生出演をキャンセルするも、11月3日にはNHK『わが心の大阪メロディー』（NHK総合）に出演するなど、メディアに積極的に登場し、本格的に音楽活動を再開した。

### 覚せい剤所持で逮捕・国外退去処分
トラブルを解消し、いよいよ完全復活と思われていた矢先の2007年11月26日、覚醒剤所持で関東信越厚生局麻薬取締部に現行犯逮捕された。桂は「自分が使うつもりだった、すみませんでした」と容疑を認め謝罪。12月21日、東京地裁の即決裁判で覚醒剤取締法違反（所持）で有罪となり懲役1年6月、執行猶予3年（求刑・懲役1年6月）と言い渡された。
2008年5月12日、上記の罪により、日本当局からビザの延長ができないという通知を受け、韓国へ国外退去処分にさせられると報じられた。東京の入国管理局が追加の審査を受け入れたことから国外退去処分が延期となったものの、最終的に日本当局がビザの発給を拒否したことで、8月2日に帰国。
2010年3月26日、韓国ソウル市キャピタルホテルにてディナーコンサートを開催。同年3月29日、テレビ朝日系『スーパーモーニング』のインタビューに応じ、逮捕以来初めてテレビカメラの前に立った。心境を語ったのち、「すずめの涙」を歌唱。2011年5月3日にはフジテレビ系『芸能界の告白』に出演。ソウルの自宅で執行猶予明けの瞬間を公開し、「日本に帰ってファンや関係者に謝罪したい」「（日本に行くことは）何年かかってもあきらめない」と発言した。

### 韓国で歌手活動再開
2014年1月19日放送のKBS『開かれた音楽会』に出演し、韓国での自身のヒット曲「歌って踊って」「待っている女心」「私には貴男だけ」を歌唱。また立て続けに同月26日にKBS『コンサート7080』に出演。32年ぶりに韓国で音楽活動を再開した。2月18日にはテレビ朝日系『玉の輿に乗ったのに、その後どん底に落ちた女たちSP』で3年ぶりに日本のテレビ番組に出演し、近況を語り、音楽活動再開の報告をした。3月8日、ソウル市内のシェラトン・グランド・ウォーカーヒルソウルにてディナーショーを開催し、日本からのファン約500人を動員。
また、韓国では32年ぶりとなる新曲「꽃이 된 여자（花になった女）」「주문（じゅもん）」（共にイ・ゴヌ作詞、中村泰士作曲）の発売が告知され、夏以降には同曲他3曲を含むアルバム『告白』の日韓同時発売（日本盤には日本語バージョンが収録）や、自叙伝出版、韓国でのコンサートツアー、日本でのフィルムコンサート上映が予定されていたが、後述の詐欺・覚せい剤使用容疑により、芸能活動の予定が白紙となった。

### 再び起訴・逮捕

#### 詐欺容疑
2014年8月3日、ソウル中央地方検察庁は、詐欺罪で桂を在宅起訴したと発表した。同年4月、出演料（2億ウォン＝約2千万円）の入金があると明記された公演契約書を提示して高級外車のポルシェ・パナメーラを月数百万ウォン（約数十万円）でリース契約したが、すぐにリースした車を担保に入れて消費者金融から借金し、リース料をまったく支払わなかったとして告訴されていた。しかし翌4日、桂は各媒体の取材に応じ、幼馴染みの友人が車を購入する際の保証人としてサインしたが、裏切られる結果になってしまったこと、本件に関して事件の真実を知っている証人もおり、これから誤解を解いていくと明言。6日には韓国のテレビ番組『SBSテレビ芸能』に桂の代理人弁護士が出演し、リース契約を締結する際に提出された公演契約書が虚偽であったことは桂自身も知らず、それが立証されれば刑事的責任はないと発言した。
また、実質的な主犯は韓国の第18代大統領である朴槿恵の5親等に当たる親族の男性であることが判明。韓国のスポーツ紙で桂は、直接署名をしたことで民事の責任を負うべきではあるものの、自らの知らないところで偽造契約書が作成され、名前が利用されていたばかりか、車を担保に借金をした事実もなく、今後の裁判で名誉を回復するために真実を明らかにし、主犯の男性を告訴する予定であると語り、9月12日、ソウル中央地裁で初公判が行われた際に容疑を全面否認した。なお、この主犯の男は後に逮捕され、総額約4億6,000万ウォンを数十人から騙し取ったことが明らかになっている。

#### 覚せい剤使用
2015年6月24日、韓国の水原地検安養支庁が、桂が自宅やホテルなどで3回にわたり覚せい剤を使用した疑いで逮捕状を請求したことを発表。覚せい剤使用の情報を得た検察当局が捜査を進める中、ホテルにいた桂の身柄を拘束し尿検査を行ったところ陽性反応が出た為、翌25日に逮捕された。同日、桂の所属事務所代表は韓国のスポーツ紙の取材に応じ、検察の調査で容疑を認めたことを公表した。レコーディング作業を終えて今後3年のスケジュールが出たところだった。7月24日、水原市で開かれた初公判及び8月19日の2次公判で起訴事実を認めた。毛髪鑑定で陽性反応が出たことから、検察側は余罪を再捜査し追起訴する方針であることを明かした。

#### 有罪判決
上記2件について、11月20日、水原地方裁判所は詐欺容疑と覚せい剤使用容疑についていずれも有罪と認め、懲役1年6ヶ月、罰金80万ウォン（約8万5千円）の実刑判決を言い渡し、日本で有罪判決を受けた後5年もしないうちに再び麻薬を繰り返し使用していたことを指摘。また、詐欺疑惑に対して桂は否認しているものの、「さまざまな状況におされて消極的に加担したものと認められる」とし、「詐欺による詐取額が被害金額よりはるかに少ないことを勘案した」と明らかにした。高級車のリースに関して桂は、ただの保証人だと思って署名しただけだと主張しており、関係者が控訴の意向を表明していたが、2016年8月10日、大法院（最高裁）は上告を棄却し、二審判決において麻薬類管理に関する法律違反と詐欺罪で、懲役1年2ヶ月と追徴金80万ウォンが確定。同年8月末に満期出所した。なお、4月に桂の母が老人ホームで死去し、2泊3日の特別外出許可を受けて喪主を務めている。

### 韓国での再始動
2016年12月18日、ソウル瑞草洞の光と音アートホールにて行われた「イム・ハクソンと一緒にクリスマスコンサート」に特別出演し、韓国での自身のヒット曲「私には貴男だけ」「歌って踊って」、日本でのヒット曲「すずめの涙」、ゴスペル「この世でさまよって（세상에 서방황할 때）」の計4曲を歌唱した。
2017年11月25日、ソウルのCOEXインターコンチネンタルホテルにて、セブンラックカジノ主催の日本VIP向けディナーショーを開催。日本でのヒット曲「酔いどれて」「夢おんな」「東京HOLD ME TIGHT」「すずめの涙」「ベサメムーチョ」「花のように鳥のように」の全6曲を歌唱した。
2019年5月、韓国の芸能プロダクション、プロミス・エンタープライズと専属契約を締結。韓国においてファンの集いを行うなどファンとの交流を深め、同年5月15日、韓国で37年振りにアルバム『Re:Birth』をリリース。同日、ソウル・西江大学メリーホールでアルバム発売記念イベントを開催した。12月24日及び25日にはグランド・ウォーカーヒル ソウル ウォーカーヒルシアターにてディナーショーを開催。
日本においても、同年4月5日にTBS系『爆報! THE フライデー』に出演、日刊ゲンダイにジャーナリスト・太刀川正樹による本人取材のコラムにて近況を報告している。
2020年12月25日にソウル市内にてクリスマス・ディナーショー、2023年3月11日にはソウル・一指アートホール (ILCHI ART HALL) にてコンサートを開催するなど音楽活動を続けている。
2024年6月11日放送の「韓日歌王戦」（MBN）にゲスト出演し、往年の持ち歌をメドレーで披露した。

### 18年ぶりに日本での芸能活動再開
2025年4月26日及び27日、ヒルトン東京にてディナーショーを開催することが発表された。18年ぶりの日本でのステージとなり、これを機に日本各地を回り、また日本での音楽活動を本格化させ、新曲リリースやSNSの発信なども予定していることを表明していたものの、日本での興行ビザの発給が認められなかったことにより、ディナーショーの開催1週間前に公演中止が発表された。

## 受賞歴
| 年     | 賞                            | 賞名                                | 受賞作品                        |
| ------ | ----------------------------- | ----------------------------------- | ------------------------------- |
| 1980年 | MBC10大歌手歌謡祭（韓国）     | 新人賞                              | 待っている女心（기다리는 여심） |
| 1986年 | 第19回全日本有線放送大賞      | 新人賞                              | 大阪暮色                        |
| 1987年 | 第20回日本有線大賞            | 協会選奨                            | すずめの涙                      |
| 1987年 | 第20回全日本有線放送大賞      | ノミネート                          | すずめの涙                      |
| 1987年 | 第8回古賀政男記念音楽大賞     | 入賞                                | すずめの涙                      |
| 1987年 | 第16回東京音楽祭アジア大会    | 韓国代表                            | すずめの涙                      |
| 1988年 | 第21回日本有線大賞            | グランプリ                          | 夢おんな                        |
| 1988年 | 第21回日本有線大賞            | 中間発表演歌部門第1位               | 夢おんな                        |
| 1988年 | 第21回日本有線大賞            | 最多リクエスト歌手賞                | 夢おんな                        |
| 1988年 | 第21回日本有線大賞            | 有線音楽賞                          | 夢おんな                        |
| 1988年 | 第21回全日本有線放送大賞      | '88上半期優秀スター賞               | 夢おんな                        |
| 1988年 | 第21回全日本有線放送大賞      | 読売テレビ最優秀賞                  | 夢おんな                        |
| 1988年 | 第21回全日本有線放送大賞      | 特別賞                              | 夢おんな                        |
| 1988年 | 第19回日本歌謡大賞            | 入賞                                | 夢おんな                        |
| 1988年 | 第15回横浜音楽祭              | 演歌賞                              | 夢おんな                        |
| 1988年 | 第9回古賀政男記念音楽大賞     | 入賞                                | 夢おんな                        |
| 1988年 | 第7回メガロポリス歌謡祭       | ポップス部門入賞                    | 夢おんな                        |
| 1989年 | 第31回日本レコード大賞        | 金賞                                | 酔いどれて                      |
| 1989年 | 第20回日本歌謡大賞            | 放送音楽賞                          | 酔いどれて                      |
| 1989年 | 第15回全日本歌謡音楽祭        | 金賞                                | 酔いどれて                      |
| 1989年 | 第22回日本有線大賞            | 有線音楽賞                          | 酔いどれて                      |
| 1989年 | 第22回全日本有線放送大賞      | 審査委員会優秀賞                    | 酔いどれて                      |
| 1989年 | 第18回FNS歌謡祭               | 優秀歌謡音楽賞                      | 酔いどれて                      |
| 1990年 | 第32回日本レコード大賞        | アルバム大賞                        | 真夜中のシャワー                |
| 1990年 | 第23回日本有線大賞            | 有線音楽優秀賞                      | 真夜中のシャワー                |
| 1990年 | 第23回全日本有線放送大賞      | 読売テレビ最優秀賞                  | 真夜中のシャワー                |
| 1990年 | 第23回全日本有線放送大賞      | 優秀スター賞                        | 真夜中のシャワー                |
| 1990年 | 第23回日本作詩大賞            | 入賞                                | 真夜中のシャワー                |
| 1990年 | 第18回銀座音楽祭              | 特別賞                              | 真夜中のシャワー                |
| 1990年 | 第16回全日本歌謡音楽祭        | 特別賞                              | 真夜中のシャワー                |
| 1990年 | 第9回メガロポリス歌謡祭       | ポップス大賞                        | 真夜中のシャワー                |
| 1991年 | 第33回日本レコード大賞        | ゴールドディスク賞                  | 悲しみの訪問者                  |
| 1991年 | 第33回日本レコード大賞        | 編曲賞                              | 悲しみの訪問者                  |
| 1992年 | 第34回日本レコード大賞        | ゴールドディスク賞                  | 都会の天使たち                  |
| 1992年 | 第25回日本有線大賞            | 有線音楽優秀賞                      | 都会の天使たち                  |
| 1992年 | 第25回日本作詩大賞            | 入賞                                | 都会の天使たち                  |
| 1992年 | 第6回日本ゴールドディスク大賞 | アルバム賞 歌謡曲・演歌部門（女性） | 桂銀淑全曲集                    |
| 1994年 | 第36回日本レコード大賞        | 優秀賞                              | 花のように鳥のように            |
| 1994年 | 第36回日本レコード大賞        | 作詞賞                              | 花のように鳥のように            |
| 1994年 | 第27回日本作詩大賞            | 優秀作品賞                          | 花のように鳥のように            |
| 1995年 | 第28回全日本有線放送大賞      | ベストリクエスト賞                  | ベサメムーチョ                  |
| 1995年 | 第28回日本作詩大賞            | 入賞                                | ベサメムーチョ                  |
| 1997年 | 第30回日本作詩大賞            | 入賞                                | 「Yes」と答えて                 |

## 出演番組
- 日本：アニョン!桂銀淑です（TBSラジオ）
- 韓国：韓日歌王戦（MBN）

## NHK紅白歌合戦出場歴
| 年度/放送回   | 回 | 曲目                        | 出演順 | 対戦相手    | 備考                               |
| ------------- | -- | --------------------------- | ------ | ----------- | ---------------------------------- |
| 1988年/第39回 | 初 | すずめの涙                  | 07/20  | 堀内孝雄(1) |                                    |
| 1989年/第40回 | 2  | 酔いどれて                  | 21/27  | 細川たかし  |                                    |
| 1990年/第41回 | 3  | 真夜中のシャワー            | 26/29  | 五木ひろし  |                                    |
| 1991年/第42回 | 4  | 悲しみの訪問者              | 25/28  | 森進一      |                                    |
| 1992年/第43回 | 5  | 都会の天使たち              | 19/28  | 堀内孝雄(2) | 堀内とのデュエット                 |
| 1993年/第44回 | 6  | アモーレ 〜はげしく愛して〜 | 18/26  | 堀内孝雄(3) | アルバムバージョンのアレンジで歌唱 |
| 1994年/第45回 | 7  | 花のように鳥のように        | 19/25  | 前川清      |                                    |

## ディスコグラフィ

### 韓国
- 桂銀淑 ノレモウム集（1978年、ユニバーサルレコード） - リード曲「배타고 간님」「총각님」
- 노래하며 춤추며/기다리는 여심（1980年、ソラボルレコード） - リード曲「歌って踊って（노래하며 춤추며）」「待っている女心（기다리는 여심）」
- 桂銀淑 太陽音響専属記念1集（1981年、太陽音響） - リード曲「やさしい目つきで（다정한 눈빛으로）」「私には貴男だけ（나에겐 당신밖에）」
- 桂銀淑'82（1982年、太陽音響）
- 바람은 왜 불었나요/비의 초상（1986年、オアシスレコード） - 非正規アルバム
- Re:Birth（2019年、Naturally music）

### 日本

#### シングル
| No. | タイトル                     | 発売日     | 規格  | 規格品番  | 作詞               | 作曲       | 編曲     |
| --- | ---------------------------- | ---------- | ----- | --------- | ------------------ | ---------- | -------- |
| 1   | 大阪暮色                     | 1985.07.20 | EP    | TP-17743  | 浜圭介             | 浜圭介     | 高田弘   |
| 2   | すずめの涙                   | 1987.04.22 | EP    | TP-17945  | 荒木とよひさ       | 浜圭介     | 若草恵   |
| 3   | ボン・ボヤージ               | 1987.12.25 | EP    | RT07-2046 | 浜圭介             | 浜圭介     | 高田弘   |
| 4   | 夢おんな                     | 1988.07.27 | EP    | RT07-2125 | FUMIKO             | 浜圭介     | 桜庭伸幸 |
| 5   | 酔いどれて                   | 1989.04.12 | EP    | RT07-2330 | 吉岡治             | 浜圭介     | 高田弘   |
| 6   | グッバイラブ                 | 1990.01.24 | EP    | TOKT-2470 | FUMIKO             | 浜圭介     | 高田弘   |
| 7   | 真夜中のシャワー             | 1990.06.27 | 8cmCD | TOST-2538 | 岡田冨美子         | 浜圭介     | 川村栄二 |
| 8   | 東京HOLD ME TIGHT            | 1991.01.11 | 8cmCD | TOST-2618 | 大津あきら         | 浜圭介     | 若草恵   |
| 9   | 悲しみの訪問者               | 1991.07.26 | 8cmCD | TOST-2640 | 荒木とよひさ       | 三木たかし | 川村栄二 |
| 10  | 未来女（みらいびと）         | 1991.12.04 | 8cmCD | TOST-2777 | 大津あきら（訳詞） | G. NACASH  | 川村栄二 |
| 11  | アモーレ 〜はげしく愛して〜  | 1993.04.14 | 8cmCD | TOST-2992 | 阿久悠             | 浜圭介     | 若草恵   |
| 12  | 花のように鳥のように         | 1994.01.19 | 8cmCD | TOST-3165 | 阿久悠             | 杉本眞人   | 宮崎慎二 |
| 13  | ベサメムーチョ               | 1995.03.29 | 8cmCD | TOST-3452 | FUMIKO             | 杉本眞人   | 桜庭伸幸 |
| 14  | ソファーにパジャマを座らせて | 1996.06.05 | 8cmCD | TOST-3755 | 岡田冨美子         | 杉本眞人   | 川村栄二 |
| 15  | 愛ひとつ 夢ひとつ            | 1996.09.20 | 8cmCD | TADL-7425 | 岡恵美子           | 国吉良一   | 国吉良一 |
| 16  | 葉桜                         | 1997.01.15 | 8cmCD | TADL-7437 | 岡恵美子           | 岡本朗     | 国吉良一 |
| 17  | 「Yes」と答えて              | 1997.07.16 | 8cmCD | TADL-7450 | 荒木とよひさ       | 弦哲也     | 川村栄二 |
| 18  | 人魚伝説                     | 1998.04.01 | 8cmCD | TADL-7504 | 岡田冨美子         | 浜圭介     | 今泉敏郎 |
| 19  | プリーズ…                    | 1998.10.07 | 8cmCD | PODH-1443 | 岡田冨美子         | 浜圭介     | 岩本正樹 |
| 20  | 昭和最後の秋のこと           | 1999.07.01 | 8cmCD | POSH-1487 | 阿久悠             | 浜圭介     | 川村栄二 |
| 21  | ラ・ヒターナ 〜La Gitana〜   | 1999.09.01 | 8cmCD | POSH-1498 | 麻生圭子           | 梅林茂     | 梅林茂   |
| 22  | あなたのそばに               | 2001.06.06 | 8cmCD | UPSH-1006 | 渡辺なつみ         | 浜圭介     | 川村栄二 |
| 23  | J                            | 2003.05.08 | CD    | TOST-4504 | 李世健・三佳令二   | 李世健     | 竜崎孝路 |
| 24  | 終電車                       | 2005.11.30 | CD    | TOCT-0915 | 阿久悠             | 浜圭介     | 若草恵   |

#### 企画シングル

##### デュエット
| No. | タイトル       | デュエット | 発売日     | 規格 | 規格品番  | 作詞         | 作曲     | 編曲     |
| --- | -------------- | ---------- | ---------- | ---- | --------- | ------------ | -------- | -------- |
| 1   | 北空港         | 浜圭介     | 1987.11.05 | EP   | RT07-2027 | やしろよう   | 浜圭介   | 桜庭伸幸 |
| 2   | 恋・あなた次第 | 浜圭介     | 1989.09.13 | EP   | RT07-2417 | やしろよう   | 浜圭介   | 桜庭伸幸 |
| 3   | 愛始発         | 浜圭介     | 1989.10.11 | EP   | RT07-2443 | やしろよう   | 浜圭介   | 桜庭伸幸 |
| 4   | ふるさと       | 山川豊     | 1990.09.05 | EP   |           | やしろよう   | 浜圭介   | 高田弘   |
| 5   | 都会の天使たち | 堀内孝雄   | 1992.03.11 | CD   | TOST-2799 | 荒木とよひさ | 堀内孝雄 | 川村栄二 |

##### トロット・カバー
1988年7月6日発売の韓国演歌カバー・アルバム『韓国演歌ベスト16』より以下10曲をシングルカット
| No. | 面 | タイトル               | 発売日     | 規格 | 規格品番  | 作詞           | 訳詞     | 作曲           | 編曲     |
| --- | -- | ---------------------- | ---------- | ---- | --------- | -------------- | -------- | -------------- | -------- |
| 1   | A  | 離別（イビョール）     | 1988.08.28 | EP   | RT07-2147 | 吉屋潤         | -        | 吉屋潤         | 竜崎孝路 |
| 1   | B  | 私には貴男だけ         | 1988.08.28 | EP   | RT07-2147 | ユン・イクサム | 三佳令二 | キム・ヒュンウ | 竜崎孝路 |
| 2   | A  | 釜山港へ帰れ           | 1988.09.23 | EP   | RT07-2213 | 黄善友         | 三佳令二 | 黄善友         | 竜崎孝路 |
| 2   | B  | J                      | 1988.09.23 | EP   | RT07-2213 | 李世健         | 三佳令二 | 李世健         | 竜崎孝路 |
| 3   | A  | 黄色いシャツ           | 1988.09.23 | EP   | RT07-2214 | 孫夕友         | 三佳令二 | 孫夕友         | 竜崎孝路 |
| 3   | B  | 愛の迷路               | 1988.09.23 | EP   | RT07-2214 | 池明吉         | 三佳令二 | 金煕甲         | 竜崎孝路 |
| 4   | A  | どうしたらいいの       | 1988.09.23 | EP   | RT07-2215 | 尹恒起         | 三佳令二 | 尹恒起         | 竜崎孝路 |
| 4   | B  | 大田ブルース           | 1988.09.23 | EP   | RT07-2215 | 崔致守         | 三佳令二 | 金富海         | 竜崎孝路 |
| 5   | A  | 愛してます（サランヘ） | 1988.09.23 | EP   | RT07-2216 | 呉慶雲         | 三佳令二 | 辺赫           | 竜崎孝路 |
| 5   | B  | 気楽に別れても         | 1988.09.23 | EP   | RT07-2216 | 朴健浩         | 三佳令二 | 金煕甲         | 竜崎孝路 |

#### オリジナル・アルバム
| No. | タイトル                    | 発売日     | 規格 | 規格品番  | 備考                                                                   |
| --- | --------------------------- | ---------- | ---- | --------- | ---------------------------------------------------------------------- |
| 1   | 大阪暮色                    | 1985.12.05 | LP   | TP-90364  | オリジナル6曲、カバー6曲、カラオケ2曲を収録                            |
| 2   | すずめの涙                  | 1987.06.05 | CD   |           | オリジナル10曲、カラオケ2曲を収録                                      |
| 3   | 真夜中のシャワー            | 1990.07.18 | CD   |           | 第32回日本レコード大賞アルバム大賞受賞作品                             |
| 4   | 東京HOLD ME TIGHT           | 1991.03.27 | CD   |           |                                                                        |
| 5   | 未来女                      | 1992.06.24 | CD   |           |                                                                        |
| 6   | アモーレ 〜はげしく愛して〜 | 1993.09.29 | CD   | TOCT-8151 | 全曲阿久悠が作詞を担当、タイトル曲は別ヴァージョンで収録               |
| 7   | 愛ひとつ 夢ひとつ           | 1996.10.25 | CD   |           | 桂銀淑の声を引き立たせたバラード・アルバムとして国吉良一がプロデュース |
| 8   | プリーズ…                   | 1998.11.11 | CD   |           |                                                                        |

#### カバー・アルバム
| No. | タイトル                 | 発売日     | 備考 |
| --- | ------------------------ | ---------- | --- |
| 1   | 桂銀淑 愛を詩う          | 1987.03.21 | 日本の歌謡曲、韓国演歌、スタンダードナンバーをカバー                                                          |
| 2   | 韓国演歌ベスト16         | 1988.07.06 | 韓国演歌をカバー                                                                                              |
| 3   | 愛につつまれて           | 1989.10.25 | 映画音楽、スタンダード、ジャズナンバーのカバー                                                                |
| 4   | 韓国歌謡ベスト16         | 1999.01.13 | 収録曲は1988年発売の『韓国演歌ベスト16』と同一だが曲順が異なる                                                |
| 5   | 桂銀淑ヒットカバー名曲集 | 2002.11.16 | 既発のカバー・アルバムやベスト盤に収録されていたカバーからの選曲集                                            |
| 6   | 桂銀淑2006 NEW BEST      | 2006.02.22 | 東芝EMI時代の自身のヒット曲を歌い直したセルフ・カバーアルバム 未発表曲3曲収録 オリジナル・カラオケ付きの2枚組 |

#### ライブ・アルバム
| No. | タイトル                                                 | 発売日     | 収録日／会場                     |
| --- | -------------------------------------------------------- | ---------- | -------------------------------- |
| 1   | 桂銀淑ファースト・リサイタル 〜煌く瞬間の中で〜          | 1989.12.20 | 1989年10月8日／東京郵便貯金会館  |
| 2   | ケイ・ウンスク（桂銀淑）コンサート 〜愛ひとつ 夢ひとつ〜 | 1997.01.25 | 1996年11月12日／東京厚生年金会館 |

#### ベスト・アルバム
| No. | タイトル                                                              | 発売日                | 備考 |
| --- | --------------------------------------------------------------------- | --------------------- | --- |
| 1   | 桂銀淑全曲集                                                          | 1986.12.20            | 前年にLPで発売された『大阪暮色』と同一内容                                                                        |
| 2   | 桂銀淑 ニュー・ベストナウ                                             | 1987.08.26            | |
| 3   | 桂銀淑全曲集                                                          | 1988.06.05            | 既発曲10曲に未発表曲6曲を収録                                                                                     |
| 4   | 桂銀淑全曲集                                                          | 1988.10.26            | オリコン・カセットチャート最高5位、20万枚のセールスを記録                                                         |
| 5   | 酔いどれて 〜最新全曲集                                               | 1989.04.26            | 同チャート最高6位、未発表曲3曲収録                                                                                |
| 6   | 桂銀淑 ベストナウ                                                     | 1989.11.01            | 同チャート最高6位、未発表曲3曲収録                                                                                |
| 7   | 桂銀淑全曲集                                                          | 1990.10.24            | 同チャート最高4位                                                                                                 |
| 8   | 桂銀淑選曲集                                                          | 1990.12.05            | オリジナル曲6曲（内未発表曲2曲）、カバー曲6曲（内未発表曲5曲）収録                                                |
| 9   | 桂銀淑大全集 （デビュー7周年記念・特別企画7枚組）                     | 1991.09.27 2003.09.29 | 全84曲、各ディスクに1曲ずつ未発表曲を収録                                                                         |
| 10  | 桂銀淑全曲集                                                          | 1991.10.23            | 同チャート最高2位                                                                                                 |
| 11  | 歌カラベスト4「都会の天使たち」                                       | 1992.08.05            | |
| 12  | 桂銀淑全曲集                                                          | 1992.10.22            | 同チャート最高9位、未発表曲4曲収録                                                                                |
| 13  | 桂銀淑／歌カラベスト4 〜デュエット・ソング〜                          | 1992.11.04            | |
| 14  | 桂銀淑／歌カラベスト4「愛してます（サランへ）」                       | 1992.11.04            | |
| 15  | 桂銀淑／歌カラベスト4「釜山港へ帰れ」                                 | 1992.11.04            | |
| 16  | 桂銀淑／歌カラベスト4「うぐいす」                                     | 1992.12.02            | |
| 17  | 桂銀淑／歌カラベスト4「嘘じゃないわ」                                 | 1992.12.02            | |
| 18  | 桂銀淑／歌カラベスト4「星おんな」                                     | 1992.12.02            | |
| 19  | 桂銀淑ヒット・ソング Vol.1 1985〜1987                                 | 1993.06.23            | |
| 20  | 桂銀淑ベストアルバム                                                  | 1993.10.27            | 同チャート最高3位、未発表曲2曲収録                                                                                |
| 21  | 大阪暮色〜花のように鳥のように／桂銀淑ベスト16 （デビュー10周年記念） | 1994.06.29            | 同チャート最高5位                                                                                                 |
| 22  | 桂銀淑 ニュー・ベストナウ                                             | 1994.10.26            | 同チャート最高11位                                                                                                |
| 23  | 桂銀淑全曲集                                                          | 1995.09.27            | 同チャート最高1位                                                                                                 |
| 24  | 桂銀淑ヒットソング Vol.2 1998〜1990                                   | 1995.12.13            | |
| 25  | 歌って踊って（ダンシング・ソング）                                    | 1996.04.24            | |
| 26  | ソファーにパジャマを座らせて 〜シングル・コレクション                 | 1996.06.26            | |
| 27  | 桂銀淑全曲集                                                          | 1996.10.23            | |
| 28  | 桂銀淑ヒット・ソング Vol.3 1991〜1996                                 | 1996.12.04            | |
| 29  | ベスト・セレクション                                                  | 1997.04.25            | |
| 30  | ベスト・コレクション                                                  | 1997.05.16            | カバー曲「紅い花」「SWEET MEMORIES」を初収録                                                                      |
| 31  | 桂銀淑全曲集                                                          | 1997.10.22            | |
| 32  | 桂銀淑全曲集'98 〜「Yes」と答えて〜                                   | 1997.11.24            | 未発表曲「モナリザ」「夢という名の蝶々」収録                                                                      |
| 33  | 桂銀淑全曲集                                                          | 1998.10.21            | |
| 34  | 歌カラベスト4／桂銀淑                                                 | 1998.12.09            | |
| 35  | 歌カラベスト4／桂銀淑デュエット編                                     | 1998.12.09            | |
| 36  | 桂銀淑全曲集'99 〜プリーズ…〜                                         | 1999.01.13            | 未発表曲「愛するマリア」収録                                                                                      |
| 37  | スーパー・ベスト・コレクション                                        | 1999.06.30            | |
| 38  | 桂銀淑全曲集 〜昭和最後の秋のこと〜                                   | 1999.09.01            | |
| 39  | 桂銀淑全曲集 〜ラ・ヒターナ〜                                         | 1999.10.20            | |
| 40  | 歌カラ ベスト・コレクション1                                          | 2000.07.26            | |
| 41  | 歌カラ ベスト・コレクション2                                          | 2000.07.26            | |
| 42  | 歌カラ ベスト・コレクション3                                          | 2000.07.26            | |
| 43  | 桂銀淑全曲集2001                                                      | 2000.10.12            | |
| 44  | 桂銀淑全曲集                                                          | 2000.11.29            | カバー曲「わかって下さい」「別れの予感」を初収録                                                                  |
| 45  | 桂銀淑のすべて 軌跡Vol.1 (1985〜89)                                   | 2001.04.18            | |
| 46  | 桂銀淑のすべて 軌跡Vol.2 (1990〜91)                                   | 2001.04.18            | |
| 47  | 桂銀淑のすべて 軌跡Vol.3 (1992〜96)                                   | 2001.04.18            | |
| 48  | 桂銀淑2002全曲集                                                      | 2001.10.06            | |
| 49  | 桂銀淑全曲集 〜あなたのそばに〜                                       | 2001.10.24            | |
| 50  | すずめの涙〜ベサメムーチョ／桂銀淑ミニ・ベスト・アルバム              | 2002.01.30            | |
| 51  | 桂銀淑全曲集                                                          | 2002.06.26            | |
| 52  | 桂銀淑2003全曲集                                                      | 2002.10.09            | |
| 53  | 桂銀淑2004全曲集                                                      | 2003.09.10            | |
| 54  | ゴールデン☆ベスト 桂銀淑                                              | 2003.11.26            | |
| 55  | 桂銀淑全曲集                                                          | 2004.09.29            | |
| 56  | 浜圭介 紫綬褒章受章記念・春夏秋冬 名曲選集1「春」                     | 2005.08.24            | |
| 57  | 浜圭介 紫綬褒章受章記念・春夏秋冬 名曲選集2「夏」                     | 2005.08.24            | |
| 58  | 浜圭介 紫綬褒章受章記念・春夏秋冬 名曲選集3「秋」                     | 2005.08.24            | |
| 59  | 浜圭介 紫綬褒章受章記念・春夏秋冬 名曲選集4「冬」                     | 2005.08.24            | |
| 60  | ベストヒット&カラオケ 桂銀淑                                          | 2006.08.30            | |
| 61  | 桂銀淑2007全曲集                                                      | 2006.09.27            | |
| 62  | スーパーベスト 桂銀淑                                                 | 2006.10.18            | |
| 63  | 桂銀淑ベスト10                                                        | 2007.01.17            | |
| 64  | 桂銀淑2008全曲集                                                      | 2007.09.26            | |
| 65  | 魅惑の桂銀淑ベスト                                                    | 2010.04.07            | |
| 66  | ゴールデン☆ベスト 桂銀淑 (EMI YEARS)                                  | 2011.08.10            | |
| 67  | ゴールデン☆ベスト 桂銀淑（スペシャル・プライス）                      | 2012.12.05            | |
| 68  | 完全保存盤 桂銀淑 名曲集                                              | 2013.07.24            | 東芝EMI時代の未発表曲「心ひとり涙ひとり」を初収録                                                                 |
| 69  | 熱唱!カラオケBEST3 桂銀淑                                             | 2017.03.15            | |
| 70  | ゴールデン☆ベスト 桂銀淑 (EMI YEARS) [スペシャル・プライス]           | 2018.12.05            | |
| 71  | 桂銀淑スペシャルベスト決定盤                                          | 2022.01.26            | オリジナル曲＋カバー曲のリマスター盤2枚組（通常盤とDVD付きの2種類発売） DVDには本人映像のミュージックビデオを収録 |

#### コンピレーション・アルバム
| タイトル                                     | 名義                                 | 発売日     |
| -------------------------------------------- | ------------------------------------ | ---------- |
| 哀愁の韓国演歌ベスト16 Vol.1／桂銀淑VS李成愛 | 桂銀淑、李成愛                       | 1988.06.05 |
| 最新ヒット演歌 Part II                       | 山川豊、桂銀淑、坂本冬美             | 1988.07.24 |
| 男と女・恋の物語                             | 浜圭介と桂銀淑                       | 1988.09.04 |
| 歌入りカラオケ デュエットソング・ベスト4     | 浜圭介と桂銀淑                       | 1988.09.04 |
| 桂銀淑・趙容弼 夢の競演! I                   | 桂銀淑、趙容弼                       | 1990.07.25 |
| 桂銀淑・趙容弼 夢の競演! II                  | 桂銀淑、趙容弼                       | 1990.07.25 |
| 韓国の歌姫                                   | 桂銀淑、ヤン・スギョン               | 1991.05.24 |
| 桂銀淑&堀内孝雄 夢のデュエット               | 桂銀淑、堀内孝雄                     | 1992.08.26 |
| 桂銀淑&堀内孝雄                              | 桂銀淑、堀内孝雄                     | 1994.03.02 |
| 堀内孝雄&桂銀淑                              | 堀内孝雄、桂銀淑                     | 1994.03.02 |
| 高山厳&桂銀淑                                | 高山厳、桂銀淑                       | 1997.02.05 |
| アジアの歌姫 ベスト撰集                      | テレサ・テン、桂銀淑、キム・ヨンジャ | 2001.06.21 |
| 韓国歌謡ゴールデンヒット16                   | 桂銀淑、金蓮子                       | 2002.05.22 |
| ベストヒット韓国メロディ16                   | 金蓮子、桂銀淑                       | 2002.05.22 |

#### 映像作品
| No. | タイトル                                                 | 発売日     |
| --- | -------------------------------------------------------- | ---------- |
| 1   | 夢おんな                                                 | 1989.02.22 |
| 2   | 沖繩の休日 〜酔いどれて〜                                | 1989.06.07 |
| 3   | 桂銀淑ファースト・リサイタル 〜煌めく瞬間の中で〜        | 1989.12.20 |
| 4   | 哀愁の歌ごころ                                           | 1990.02.27 |
| 5   | 演歌の花道                                               | 1992.12.02 |
| 6   | ケイ・ウンスク（桂銀淑）コンサート 〜愛ひとつ 夢ひとつ〜 | 1997.01.25 |

## 書籍
- 『あほやねん―海峡を越えた一羽のカモメ』（1991年11月1日、双葉社）ISBN 978-4575281422